# Bonnac (Ariège)
Bonnac – miejscowość i gmina we Francji, w regionie Oksytania, w departamencie Ariège.
Według danych na rok 1990 gminę zamieszkiwało 646 osób, a gęstość zaludnienia wynosiła 67 osób/km² (wśród 3020 gmin regionu Midi-Pireneje Bonnac plasuje się na 495. miejscu pod względem liczby ludności, natomiast pod względem powierzchni na miejscu 1116.).